# 신평면 (의성군)
신평면(新平面)은 대한민국 경상북도 의성군의 면이다. 넓이는 55.84 km2이고, 인구는 2015년 12월 말 주민등록 기준으로 807 명이다.

## 연혁
- 조선 시대 : 의성군 우곡면(牛谷面)이라 불림.
- 1909년 : 비안군에 편입
- 1914년 : 행정구역을 개편하면서 의성군에 편입할 당시 비안군 정북면(定北面) 및 현동면(縣東面) 오가(梧佳)일부 용궁(龍宮)군 신하면(안강동 제외) 합하여 신평면으로 칭함.
- 1963년 : 안사(安寺) 출장소 설치[1]
- 1974년 12월 1일 : 안사 출장소 증강.
- 1990년 4월 1일 : 안사출장소가 안사면으로 승격 분리.

## 행정 구역
- 검곡리
- 교안리
- 덕봉리
- 용봉리
- 중율리
- 청운리

## 교육
- 안평초등학교 신평분교 (교안리)
- 안평초등학교 중률분교 (폐교) - 신평면 왜가리길 1185 (중율리)
- 안평중학교 신평분교 (폐교) - 신평면 왜가리길 1446 (중율리)